# 五島市立岐宿小学校
五島市立岐宿小学校（ごとうしりつ きしくしょうがっこう）は、長崎県五島市岐宿町岐宿にある公立小学校。

## 概要
歴史
1874年（明治7年）創立。2014年（平成26年）に創立140周年を迎えた。
校訓
「自立・創造」
学校教育目標
「自ら学び、心を動かし、体を鍛え、生きる力の基礎を築く児童の育成」
校章
左右の稲穂の根元をリボンで結んだものを背景にして、中央に校名の「岐宿」の文字（縦書き）を置いている。
校歌
歌詞は2番まであり、1番に校名の「岐宿校」が登場する。
校区
住所表記で五島市岐宿町の後に「岐宿、楠原、河務、唐船ノ浦、戸岐ノ首」が続く地区。
中学校区は五島市立岐宿中学校。

## 沿革
前史
- 1871年（明治4年）- 廃藩置県に福江県に属することとなる。間もなく福江県は長崎県に統合される。
- 1872年（明治5年）8月 - 学制が頒布される。

正史
- 1874年（明治7年）9月10日[2] - 金福寺を仮校舎として「第五大学区 第五中学区[3]岐宿小学校」が開校。初代校長に貞方貫之助が就任。
- 1876年（明治9年）- 江湖の辻に校舎が完成し移転。
- 1878年（明治11年）- 郡制の実施により、松浦郡が4分割され、五島列島部分（宇久・小値賀を除く）は南松浦郡に属することとなる。
  - 12月24日 - 学区改正により、「岐宿部 岐宿小学校」に改称[4]。
- 1880年（明治13年）- 教育令の施行により「岐宿学区 公立下等岐宿小学校」に改称。
- 1882年（明治15年）- 中等科を設置し「岐宿学区 公立中等岐宿小学校」に改称。
  - この年 - 暴風により校舎が倒壊し、厳立神社を仮校舎として授業を再開。
- 1883年（明治16年）- 新校舎が完成。
- 1886年（明治19年）9月 - 小学校令が施行され、「尋常岐宿小学校」となる。修業年限を4年とする。福江村に長崎県第十八高等小学校が設置される。
- 1899年（明治22年）4月1日 - 町村制の施行により、岐宿村立の小学校となる。
  - この年 - 姫島と唐船之浦（とうせんのうら）にそれぞれ分校を設置。
- 1893年（明治26年）
  - 7月 - 長崎県第十八高等小学校が廃止され、隣村と組合を結成し高等小学校を設置。
  - 4月 - 小学校令の改正により「岐宿尋常小学校」に改称（「尋常」の位置が変わる）。
- 1898年（明治31年）4月 - 高等小学校の組合を解消し、高等科を併置の上「岐宿尋常高等小学校」に改称（尋常科4年・高等科4年）。
- 1901年（明治34年） - 校舎を新築。
- 1908年（明治41年）4月 - 小学校令の改正により、義務教育年限（尋常科の修業年限）が4年から6年に延長される。
  - 修業年限が尋常科4年・高等科4年から「尋常科6年・高等科2年」に変更となる。
  - 旧高等科1年を尋常科5年に、旧高等科2年を尋常科6年に、旧高等科3年を高等科2年に、旧高等科4年を高等科2年に振り替える。
- 1913年（大正2年）- 岐宿実業補習学校を併設。
- 1915年（大正4年）- 校舎を増築。
- 1918年（大正7年）- 唐船之浦分教場がへき地に指定される。校舎を増築し、二部授業を解消。この年の児童数は497名。
- 1935年（昭和10年）- 青年学校令により、併設の岐宿実業補習学校が「岐宿青年学校」に改称。
- 1937年（昭和12年）- 岐宿村内の青年学校が統合され、岐宿青年学校として楠原に移転。小学校との併設を解消。
- 1941年（昭和16年）
  - 4月1日 - 国民学校令の施行により、「岐宿第一国民学校[5]」に改称。尋常科を初等科に改める（初等科6年・高等科2年）。
  - 4月3日 - 岐宿町の発足により、岐宿町立の学校となる。
- 1947年（昭和22年）4月1日 - 学制改革（六・三制の実施）が行われる。
  - 国民学校の初等科が改組され、「岐宿町立岐宿小学校」となる。
  - 国民学校の高等科と青年学校の普通科が改組され、新制中学校「岐宿町立岐宿中学校」が発足。当初小学校に併設される。
- 1954年（昭和29年）4月1日 - 唐船之浦分校が分離し、「岐宿町立旭小学校」として独立。
- 1959年（昭和34年）4月1日 - 校区改定により東楠原の一部の児童が川原小学校から転入。児童数が最大の586名を記録。
  - この年 - 小中へき地集会所（体育館）が完成。
- 1961年（昭和36年）- 鼓笛隊を結成。
- 1963年（昭和38年）- ミルク給食を開始。
- 1964年（昭和39年）- 鉄筋コンクリート造校舎（第一期工事）が完成。4・5・6年生が新校舎での授業を開始。
- 1965年（昭和40年）- 鉄筋コンクリート造校舎（第二期工事）が完了。1・2・3年生が新校舎での授業を開始。特殊学級を開設。
- 1966年（昭和41年）- 鉄筋コンクリート造校舎（第三期工事）が完了。
- 1967年（昭和42年）- 給食調理室が完成。学校前に簡易交通信号機を設置。
  - 3月31日 - 姫島分校を休校とする。
- 1969年（昭和44年）3月31日 - 休校中の姫島分校（北緯32度48分22.3秒 東経128度40分41.8秒 / 北緯32.806194度 東経128.678278度）を廃止[6]。
- 1974年（昭和49年）- 創立100周年記念式典を挙行。
- 1975年（昭和50年）4月1日 - 校区改定により東楠原全域の児童が川原小学校から転入。
- 1977年（昭和52年）4月1日 - 岐宿町立中学校3校[7]の統合により、岐宿中学校との併設を解消。中学校校舎を解体。
- 1984年（昭和59年）4月1日 - 岐宿町立旭小学校を統合し、旭分校とする。
- 1986年（昭和61年）4月1日 - 旭分校を休校とする。
- 1987年（昭和62年）- 完全給食を開始。
- 1990年（平成2年）- 江湖の子農園が開園。
- 1991年（平成3年）- 台風により被害を受ける。
- 1993年（平成5年）- 長崎市立磨屋小学校とふれあい交流学習を実施。
- 1994年（平成6年）- 創立120周年を記念してブロンズ像「巣立ち」が完成。水洗トイレ工事が完了。
- 1998年（平成10年）4月1日 - 特殊学級を設置。
- 1999年（平成11年）- パソコンを設置。
- 2004年（平成16年）8月1日 - 市町村合併で五島市が発足したことにより、「五島市立岐宿小学校」（現校名）へ改称。
- 2011年（平成23年）3月31日 - 休校中であった旭分校（唐船ノ浦483番地、北緯32度45分32.9秒 東経128度47分50.1秒）を廃止。
- 2017年（平成29年）
  - 2月25日 - 閉校記念式典を挙行。
  - 4月1日 - 岐宿地区の小学校3校（岐宿・川原・山内）が統合された。校地と校舎は楠原に新設される[8]。

## 交通アクセス
最寄りのバス停
- 五島自動車（五島バス）「岐宿」バス停

最寄りの道路
- 国道384号
- 長崎県道31号富江岐宿線

## 周辺
- 五島市役所 岐宿支所
- 岐宿診療所
- 長崎県警察 五島警察署 岐宿警察官駐在所
- JAごとう岐宿支店
- 岐宿武道館
- 金福寺（学校創立の場所）
- 圓長寺
- 大雄寺
- 保食神社
- 白百合愛児園

## 参考資料
- 「岐宿町郷土誌」（2001年（平成13年）3月31日, 岐宿町）p. 584 -